# Trigonostemon
Genre
Classification phylogénétique
Trigonostemon est un genre de plantes à fleurs de la famille des Euphorbiaceae.

## Liste d'espèces
Selon World Checklist of Selected Plant Families (WCSP) (6 août 2010) :
- Trigonostemon adenocalyx Gagnep. (1922 publ. 1923)
- Trigonostemon albiflorus Airy Shaw (1971)
- Trigonostemon angustifolius Merr. (1922)
- Trigonostemon apetalogyne Airy Shaw (1979)
- Trigonostemon aurantiacus (Kurz ex Teijsm. & Binn.) Boerl. (1900)
- Trigonostemon beccarii Ridl. (1925)
- Trigonostemon birmanicus Chakrab. & N.P.Balakr. (1984)
- Trigonostemon bonianus Gagnep. (1922 publ. 1923)
- Trigonostemon capillipes (Hook.f.) Airy Shaw (1966)
- Trigonostemon capitellatum Gagnep. (1922 publ. 1923)
- Trigonostemon carnosulus Airy Shaw (1978)
- Trigonostemon cherrieri Veillon, Bull. Mus. Natl. Hist. Nat., B (1992)
- Trigonostemon chinensis Merr. (1922)
- Trigonostemon cochinchinensis Gagnep. (1922 publ. 1923)
- Trigonostemon croceus B.C.Stone (1980)
- Trigonostemon detritiferus R.Milne (1994)
- Trigonostemon diffusus Merr. (1928)
- Trigonostemon diplopetalus Thwaites (1861)
- Trigonostemon dipteranthus Airy Shaw (1966)
- Trigonostemon eberhardtii Gagnep. (1922 publ. 1923)
- Trigonostemon elegantissimus Airy Shaw (1966)
- Trigonostemon elmeri Merr. (1929)
- Trigonostemon everettii Merr., Philipp. J. Sci. (1912 publ. 1913)
- Trigonostemon filiformis Quisumb. (1930)
- Trigonostemon flavidus Gagnep. (1922 publ. 1923)
- Trigonostemon fragilis (Gagnep.) Airy Shaw (1978)
- Trigonostemon gaudichaudii (Baill.) Müll.Arg. (1865)
- Trigonostemon hartleyi Airy Shaw (1979)
- Trigonostemon heteranthus Wight (1852)
- Trigonostemon hirsutus C.B.Rob., Philipp. J. Sci. (1911)
- Trigonostemon howii Merr. & Chun (1935)
- Trigonostemon hybridus Gagnep. (1922 publ. 1923)
- Trigonostemon inopinatus Airy Shaw (1976)
- Trigonostemon ionthocarpus Airy Shaw (1968)
- Trigonostemon kerrii Craib (1924)
- Trigonostemon laetus Baill. (1858)
- Trigonostemon laevigatus Müll.Arg. (1864)
- Trigonostemon lanceolatus (S.Moore) Pax (1911)
- Trigonostemon laoticus Gagnep. (1922 publ. 1923)
- Trigonostemon laxiflorus Merr. (1920)
- Trigonostemon longipedunculatus (Elmer) Elmer (1911)
- Trigonostemon longipes (Merr.) Merr., Philipp. J. Sci. (1916)
- Trigonostemon magnificus R.I.Milne (1995)
- Trigonostemon malaccanus Müll.Arg. (1864)
- Trigonostemon matangensis R.I.Milne (1994)
- Trigonostemon matanginsu R.Milne (1994)
- Trigonostemon merrillii Elmer (1911)
- Trigonostemon murtonii Craib (1911)
- Trigonostemon nemoralis Thwaites (1861)
- Trigonostemon nigrifolius N.P.Balakr. & Chakrab. (1984)
- Trigonostemon oblanceolatus C.B.Rob., Philipp. J. Sci. (1911)
- Trigonostemon pachyphyllus Airy Shaw (1971)
- Trigonostemon pentandrus Pax & K.Hoffm. (1914)
- Trigonostemon philippinensis Stapf (1907)
- Trigonostemon phyllocalyx Gagnep. (1925)
- Trigonostemon pierrei Gagnep. (1922 publ. 1923)
- Trigonostemon poilanei Gagnep. (1922 publ. 1923)
- Trigonostemon polyanthus Merr., Philipp. J. Sci. (1914 publ. 1915)
- Trigonostemon praetervisus Airy Shaw (1982)
- Trigonostemon quocensis Gagnep. (1922 publ. 1923)
- Trigonostemon reidioides (Kurz) Craib (1911)
- Trigonostemon rubescens Gagnep. (1922 publ. 1923)
- Trigonostemon rufescens Jabl. (1963)
- Trigonostemon salicifolius Ridl. (1923)
- Trigonostemon sandakanensis Jabl. (1963)
- Trigonostemon sanguineus Gagnep. (1925)
- Trigonostemon semperflorens (Roxb.) Müll.Arg. (1866)
- Trigonostemon serratus Blume (1826)
- Trigonostemon sinclairii Jabl. (1963)
- Trigonostemon stellaris (Gagnep.) Airy Shaw (1978)
- Trigonostemon stenophyllus Quisumb. (1930)
- Trigonostemon sunirmalii Chakrab. & N.P.Balakr. (1984)
- Trigonostemon thorelii Gagnep. (1922 publ. 1923)
- Trigonostemon thyrsoideus Stapf (1909)
- Trigonostemon verrucosus J.J.Sm. (1924)
- Trigonostemon verticillatus (Jack) Pax (1911)
- Trigonostemon villosus Hook.f. (1887)
- Trigonostemon viridissimus (Kurz) Airy Shaw (1971)
- Trigonostemon voratus Croizat (1942)
- Trigonostemon wenzelii Merr., Philipp. J. Sci. (1913)
- Trigonostemon wetriifolius Airy Shaw & Ng (1978)
- Trigonostemon whiteanus (Croizat) Airy Shaw (1983)
- Trigonostemon xyphophylloides (Croizat) L.K.Dai & T.L.Wu (1963)